# František Hejplík
František Hejplík (25. června 1946 Plzeň, Československo – 16. července 2023 Mariánské Lázně, Česká republika) byl český zápasník a trenér zápasu.

## Život
Se zápasem začal ve 12 letech v Baníku Stříbro. Zde si ho všiml Jiří Loukota a tak se po roce stěhoval do Spartaku Plzeň. Díky solidním výsledkům se zápasu mohl věnovat i během vojenské služby, kdy zápasil za Duklu Litoměřice. Poté se opět vrátil do Plzně, kde zápasil za Lokomotivu. V nižších věkových kategoriích se pohyboval na předních příčkách, v seniorském věku však přišel pokles výkonnosti. Po uzavření dolů ve Stříbře, kde pracoval jako lamač, začal pracovat v uranových dolech západní Čechy Zadní Chodov, odkud nebyl schopen dojíždět na tréninky do Plzně.
V roce 1998 založili v Mariánských Lázních zápasnický oddíl manželé Semerádovi. Z Plzně dostali doporučení na Františka Hejplíka, který v jejich oddíle převzal funkci trenéra. Za svoji trenérskou práci byl několikrát oceněn. Několikrát startoval na mistrovství světa ve veteránských kategoriích.